# Водяники (Ярославская область)
Водяники — деревня в Брейтовском районе Ярославской области России. Входит в состав Гореловского сельского округа Гореловского сельского поселения.

## География
Деревня находится в северо-западной части области, в подзоне южной тайги, на юго-западном берегу Рыбинского водохранилища, при автодороге 78К-0009, на расстоянии примерно 17 километров (по прямой) к востоко-юго-востоку от села Брейтово, административного центра района. Абсолютная высота — 110 метров над уровнем моря.

### Климат
Климат характеризуется как умеренно континентальный, с относительно тёплым влажным летом и умеренно холодной зимой. Среднегодовая температура воздуха — 3,2 °C. Средняя температура воздуха самого холодного месяца (января) — −11 °C (абсолютный минимум — −38 °C), средняя температура самого тёплого (июля) — 18 °С (абсолютный максимум — 37 °С). Безморозный период длится около 133 дней. Годовое количество атмосферных осадков составляет 597 мм, из которых большая часть (около 418 мм) выпадает в тёплый период.

### Часовой пояс
Водяники, как и вся Ярославская область, находится в часовой зоне МСК (московское время). Смещение применяемого времени относительно UTC составляет +3:00.

## Население
| 2007 | 2010 |
| ---- | ---- |
| 24   | ↗29  |

### Национальный состав
Согласно результатам переписи 2002 года, в национальной структуре населения русские составляли 100 % из 31 чел.